# Национални парк Кругер
Национални парк Кругер један је од највећих заштићених подручја на простору Африке. Покрива површину од 19.486 km², а протеже се кроз покрајине Лимпопо и Мпумаланга у североисточном делу Јужноафричке Републике, 360 км у правцу север-југ и 65 km у правцу исток-запад. Административни центар парка налази се у Скукузи. Област националног парка је први пут заштићена 1898. године од стране Владе Јужноафричке Републике, а 1926. године оформљен је национални парк, уједно и први у држави.
На западној и јужној страни од парка налазе се провинције Лимпопо и Мпумаланга. Северну границу чини Зимбабве, а источну Мозамбик. Национални парк Кругер заједно са Националним парком Гонарезу и Националним парком Лимпопо чини велики међународни резерват под именом Велики Лимпопо прекогранични парк. У оквиру парка налази се и Кругер кањон, који је под Унеско заштитом. Парк има девет главних капија за улаз.

## Историја

### Период пре успостављања резервата (—1898)
Простор који парк покрива данас био је део источне границе Јужноафричке Републике пре Другог бурског рата. Пол Кригер, председник Јужноафричке Републике прогласио је ово подручје заштићеним, а у то време у њему су живели припадници народа Цонга. Многи становници парка радили су на изградњи железничке станице, која је повезала градове Мапуто и Преторију крајем 19. века. Абел Чепмен један од ловаца наговестио је да се на овом подручју превише лови дивљач и привукао пажњу јавности.

### Животињски резерват Саби (1898—1926)
Године 1895. Јабок Луси представио је предлог Влади Јужноафричке Републике за стварање животињског резервата на простору садашњег националног парка. Након тога подручје је проширено и њене границе биле су од реке Олифантс до реке Саби на северу. Предлог је прихваћен за расправу у септембру 1985. године, а 26. марта 1898. године, председник Пол Кригер прогласио је овај простор парком за дивље животиње, а касније је овај простор био познат као Саби резерват.
Парк је иницијално створен да би се у њему контролисао лов и заштитиле угрожене животиње.
Џејмс Стивенсон постао је први управник резервата 1902. године. Резерват се налазио у јужном делу данашњег националног парка. Национални парк Кругер основан је 1898. године, а резерват Шингеџи назван по истоименој реци ушао је у састав националног парка 1903. године.
Током наредних деценија, сви мештани који су живели на простору националног парка су исељени, последњи народ Макулеке, шездесетих година 20. века. Резервати Саби, суседни Шингеџи и околне фарме ушле су у састав националног парка да би се његов простор увећао и веће подручје заштитило.
Прве велике групе туриста посетиле су Саби резерват током 1923. године. Туристички возови користили су железничку линију за град Коматипорт до границе са Мозамбиком. Тура је укључивала кратку шетњу кроз парк уз прању оружаних снага.

### Национални парк Кругер (1926—1946)
Након проглашења националног парка Кругер 1926. године, прва три туристичка возила ушла су у парк у 1927. године, 180 аутомобила 1928. и 850 аутомобила 1929. године. Џејмс Стивенсон се повукао са места управника парка 30. априла 1946. године, а био је управник Националног парка Кругер и резервата Саби.

### Парк у периоду од 1946—1994
Стивенсона је заменио пуковник Џ. Санденберг из ваздухопловства Јужноафричке Републике. Током 1959. године почело је постављање ограда на границе парка. Радови су почели дуж јужне границе коју чини река Крокодил, а 1960. године западне и северне границе биле су ограђене, а након тога и источна граница коју чини гранични прелаз са Мозамбиком. Сврха ограђивања парка била је да спречи болести, олакша обилазак парка и заустави ловце.
Северно подручје парка које је настањивао народ Макулеке је одузето, а они су протерани од стране Владе Јужноафричке Републике 1969. године и пресељени у јужне пределе ван граница националног парка.

### Парк у периоду од 1994—данас
Године 1996. припадници племена Макулеке су поднели захтеве за земљиште на 19842 хектара на подручју Пафури у најсевернијем делу парка. Земља им је на крају враћена, међутим они су одлучили да се не населе тамо већ ангажују у приватном сектору, улагајући у туризам парка. Овај потез резултирао је изградњом неколико игралишта и објеката за намене парка, од којих су имали приходе.
Крајем деведесетих година ограде између резервата Класери, Олифлант и Балуле Гаме биле су скинуте и они су ушли у састав Националног парка Кругер, коме је додато 400.000 хектара. Године 2002. Национални парк Кругер, Национални парк Гонарезу у Зимбабвеу и Национални парк Лимпол у Мозамбику укључени су у прекогранични парк Велики Лимпопо.
Године 2009. предвиђена је изградња хотела са четири звездице североисточно од парка на обали реке Крокодил, како би парк имао веће приходе и мање зависио од државних субвенција.

## Локација и географија
Парк је стациониран на североистичном делу Јужноафричке Републике, на источним деловима покрајина Лимпопо и Мпумаланга. Лимпопо је једини град у Јужној Африци који се граничи са Националним парком Кругер. То је један од највећих националних паркова на свету, површине 19.486 km², а дужине је 360 km и има просечну ширину од 65 km. Најшири део парка чини 90 km од истока ка западу.
На северу и југу парка налазе се реке Лимпопо и Корокодил и чине њене природне границе. На истоку се налазе планине Лебомбо, које парк одвајају од Мозамбика. Парк се налази на надморској висини од 200 м на истику до 840 м на југозападу. Кроз парк протиче неколико река, укључујући реке Саби, Олифантс, Крокодил, Летабу и Лимпопо.

## Клима
Клима у парку је суптропска. Летњи дани су топли, а кишна сезона траје од септембра до маја. На званичној интернет презентацији Националног парка Кругер стоји да су септембар и октобар најсушнији периоди који кулминирају кишом крајем октобра.

## Флора и фауна
Национални парк Кругер обилује великим бројем различитих биљних врста, а многе од њих су ендемске за ово подручје. У парку су пописане врсте попут Combretum apiculatum, Sclerocarya birrea, Themeda triandra, Panicum maximum, Acacia nigrescens, Colophospermum mopane, Terminalia sericea и многе друге. Акација расте дуж река и потока у парку.

### Сисари
Свих великих пет животиња Африке пописане су у парку, где има више више врста сисара од било ког другог резервата природе у Африци. У парку постоји велики број камера, помоћу којих се пописују и посматрају кретања врсти. У парку постоји велики број слонова, водећи људи парка покушали су да их одведу на друга подручја, али нису ус пели. Попопису из 2004. године било је 11670 слонова, 2005. 13500, 2009. године 11672, а 2012. године 16900 слонова. Овај парк предодређен је за 8000 слонова, а они у великој мери, хранећи се уништавају велики број стабала, што прави велику штету другим животињама, нарочито птицама.
На простору парка пописана је и угрожена врста афричког дивљег пса, којих у читавој Јужноафричкој Републици има око 400.
| Врсте                                | Број (2009)     | Број (2010) |
| ------------------------------------ | --------------- | ----------- |
| Црни носорог                         | 350             | 590-660     |
| Обични гну                           | 9,612           | 11,500      |
| Equus quagga burchellii              | 17,797          | 26,500      |
| Tragelaphus sylvaticus               | 500             | 500         |
| Афрички биво                         | 27,000          | 37,500      |
| Еланд антилопа                       | 300             | 460         |
| Афрички слон                         | 11,672          | 13,700      |
| Јужноафричка жирафа                  | 5,114           | 9,000       |
| Велики куду                          | 5,798           | 9,500       |
| Нилски коњ                           | 3,000           | 3,100       |
| Импала                               | 150,000         | 120,000     |
| Alcelaphus buselaphus lichtensteinii |                 | 50          |
| Redunca fulvorufula                  |                 | 150         |
| Tragelaphus angasii                  |                 | 300         |
| Коњска антилопа                      |                 | 90          |
| Сабљаста антилопа                    |                 | 290         |
| Брадавичаста свиња                   |                 | 3,500       |
| Мочварна антилопа                    | 5,000           | 5,500       |
| Бели носорог                         | 7.000 до 12.000 | 10,500      |
| Афрички дивљи пас                    | 240             |             |
| Acinonyx jubatus jubatus             | 120             | 120         |
| Крокодил                             |                 | 4,420       |
| Афрички леопард                      | 2,000           | 1,000       |
| Лав                                  | 2,800           | 1,600       |
| Пегава хијена                        | 2,000           | 3,500       |

### Птице
Од 517 врста птица пронађених у Кругеру, 253 врсте су стални становници 117 су узгојне врсте, а 117 селице. Неке од већих птица су осетљиве на деградацију стаништва. Парк настањују врсте као што су Torgos tracheliotos, Polemaetus bellicosus, Ephippiorhynchus senegalensis, Ardeotis kori и Bucorvus leadbeateri која се ретко виђа. У парку се налази између 25 и 30 парова врсте Ephippiorhynchus senegalensis. Године 2012. 178 породица врсте Bucerotidae окружило је парк и у њему поставило 78% гнезда.

### Остали кичмењачи
У парку је пописано 114 врста гмизаваца, укључујући црну мамбу, афричког питона и 3000 крокорила. Парк настањује 33 врсте водоземаца као и 50 врста риба. Замбези ајкула ухваћена је на ушћу река Лимпопоп и Лувухву, у јулу 1950. године.

### Бескичмењаци
У парку је пописани 219 врста лептира и скелара. По попису из 2018. године у парку је настањено 350 врста пауколиких зглавкара. У парку постоји седам врста паукова укључујући врсту Harpactirinae, али и девет врста шкорпија, 7 врста лажних скоприја, 18 врста солпугида и две врсте косаца.

## Заштита и сукоби у парку
Као и већина предела и националних паркова Африке, Кругер је угрожен због кријумчарења животиња и илегалне сече шума. Многи ловци су у потрази за слоновима и носорозима. У парку је запослено 650 чувара, а од 2013. године у опрему парка увршћена су два авиона за извиђање. На уласку у парк постоје сензори, а зоне заштите највеће су на страни према Мозамбику одакле многи ловци улазе у парк. Ловци који долазе у овај парк опремљени су модерном опремом за лов и углавном су грађани Мозамбика. Године 2012. ухапшено је око 200 ловаца, док је 30 убијено у сукобима. У јулу 2012. године, чувари парка и полицајци били су застрашивани и уценивањи да би дали информације о кретању нилских коња и слонова.
Лов у парку углавном се одвија ноћу, а ловци не праве разлику измешу белих и црних носорога. Ипак, губици црног носорога су мали, јер је он осетљив и врло агресиван.
Забране лова на носорога показале су се као неефикасне, а његов његов рог по килограму вреди између 66.000 и 82.000 америчких долара.
У периоду од 2001—2012. године на простору Националног парка Кругер убијено је 949. носорга, а 520 њих 2013. године.
У оквиру националног парка највише слонова убијено је осамдесетих година 20. века.